# 通远堡站
通远堡站，位于中华人民共和国辽宁省丹东市凤城市通远堡镇，是沈丹铁路上的火车站，建于1904年，由沈阳局集团管辖。
通远堡站向北出岔经弟兄山镇到张家沟硫铁矿的窄轨铁路，已经废弃多年。

## 歷史
- 建于1904年。

## 外部連結
- 中国铁路客户服务中心 （页面存档备份，存于）